# 樓晟
樓晟，浙江鄞縣人，直隸順天府大興縣（今北京市）籍，清朝政治人物。

## 生平
順治二年（1645年）舉乙酉科順天府鄉試，順治三年（1646年）聯捷丙戌科進士。順治六年，升任湖广按察使司佥事、上江防兵备道。